# Jindřich Jindrák
Jindřich Jindrák (4. listopadu 1931 Strakonice – 26. listopadu 1993 Ústí nad Labem) byl český operní pěvec (baryton).

## Život
Pocházel z hudební rodiny, jeho otec byl sbormistrem. Po maturitě na gymnáziu studoval na AMU u sopranistky Kamily Ungrové. Po absolutoriu roku 1955 mu byla udělena aspirantura, během níž začal hostovat v oblastních divadlech. Jeho jediným angažmá bylo Národní divadlo, kde působil v letech 1958–1993. Vyučoval jako pedagog na pražské konzervatoři, později i na Hudební fakultě AMU.
Zemřel roku 1993 v Ústí nad Labem. Byl pohřben na Vinohradském hřbitově.